# Andries Pietersz. Meeter
Andries Pietersz. Meeter (Huizum, 28 november 1817 – Gorssel, 31 maart 1889) was een onderwijzer en pedagoog die beter bekend is onder het pseudoniem Alof, welke naam hij veelal gebruikte voor het schrijven van tal van publicaties die hoofdzakelijk betrekking hadden op jeugdliteratuur, onderwijs en in mindere mate ook op geschiedkunde. Meeter was een neef van de journalist Eillert Meeter.

## Loopbaan
Vanaf 1841 tot 1857 vervulde Meeter de functie van hoofdonderwijzer te Arum, Friesland. Vervolgens zou Meeter na een kleine zestien jaar Friesland verlaten om vervolgens directeur te worden van een mede door hem opgerichte combinatie van een heropvoedingsinstelling en opvoedingsgesticht (huis van verbetering en opvoeding voor jongens) te Alkmaar. Hier werden jongens onder de zestien jaar die een delict op hun naam hadden staan geplaatst, met als doel ze te re-integreren in de maatschappij. Mede door de opening van de instelling en de werkwijze van Meeter omtrent probleemjongeren en het re-integreren daarvan, wordt Meeter beschouwd als een toonaangevend en revolutionair persoon op het gebied van pedagogiek en gezien als een pionier als het gaat om het introduceren en uitstippelen van re-integratietrajecten voor jongeren. 

Jongens, ik heet u welkom in een Huis, waar ge 't goed zult hebben, naar ligchaam en geest, - waar ge zult opgevoed worden voor meer dan één vaderland. - Zulk een goed Huis hadt gij zeker niet verwacht, toen gij wegens ongehoorzaamheid aan de wetten des Lands, door den Regter veroordeeld werdt. Maar gij woont in Nederland, - en Nederland is een land der menschenliefde. Jongens, gij hebt geen goud of zilver, - en toch zult gij moeten betalen, wat gij hier aan kleding en dekking, aan spijs en drank, aan onderwijs en opvoeding ontvangen zult! - waarmede dan? vraagt gij. Met dankbetoon, - zichtbaar in een gehoorzaam, ordelijk, ijverig, liefderijk gedrag.
— Andries Pietersz. Meeter tijdens de opening van het verbeterhuis in 1857.

Vanaf 1874 was Meeter woonachtig en werkzaam in Gelderland, nadat hij J.W. Schlimmer opvolgde als directeur van de Nederlandsch Mettray, een tehuis voor niet-criminele jongeren met gedragsproblemen. In 1885 vertrekt de pedagoog naar huize Den Oldenhoff nabij Gorssel als directeur van een sanatorium voor vrouwelijke zenuwlijders. Ondanks zijn drukke loopbaan wist Meeter meerdere educatieve en kindvriendelijke publicaties, waarvan het merendeel onder de naam Alof, uit te brengen. 
- Biografisch Portaal: 20991068
- Digitale Bibliotheek voor de Nederlandse Letteren: meet002